# レーティッシュ鉄道Te2/2 71-73形/マッターホルン・ゴッタルド鉄道Te2/2形電気機関車

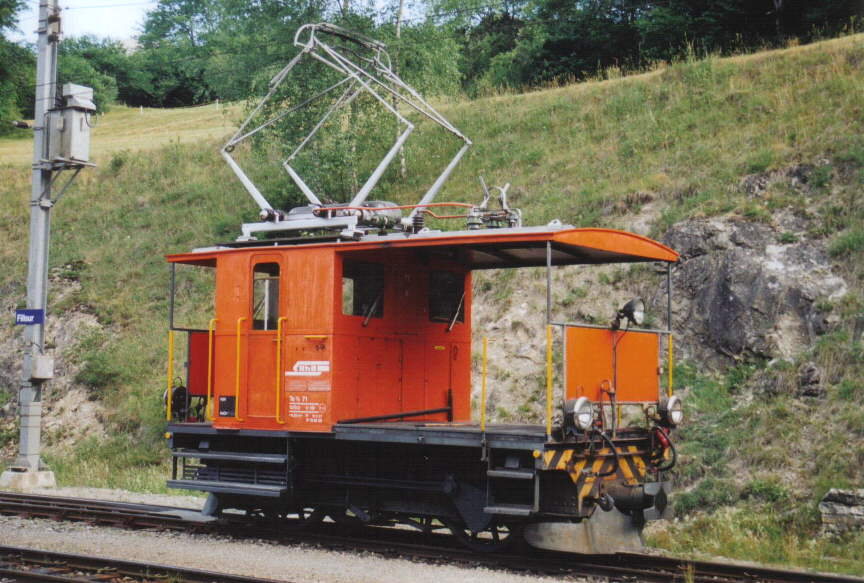
レーティッシュ鉄道のTe2/2 71号機、フィリズール駅で入換用に使用、2003年

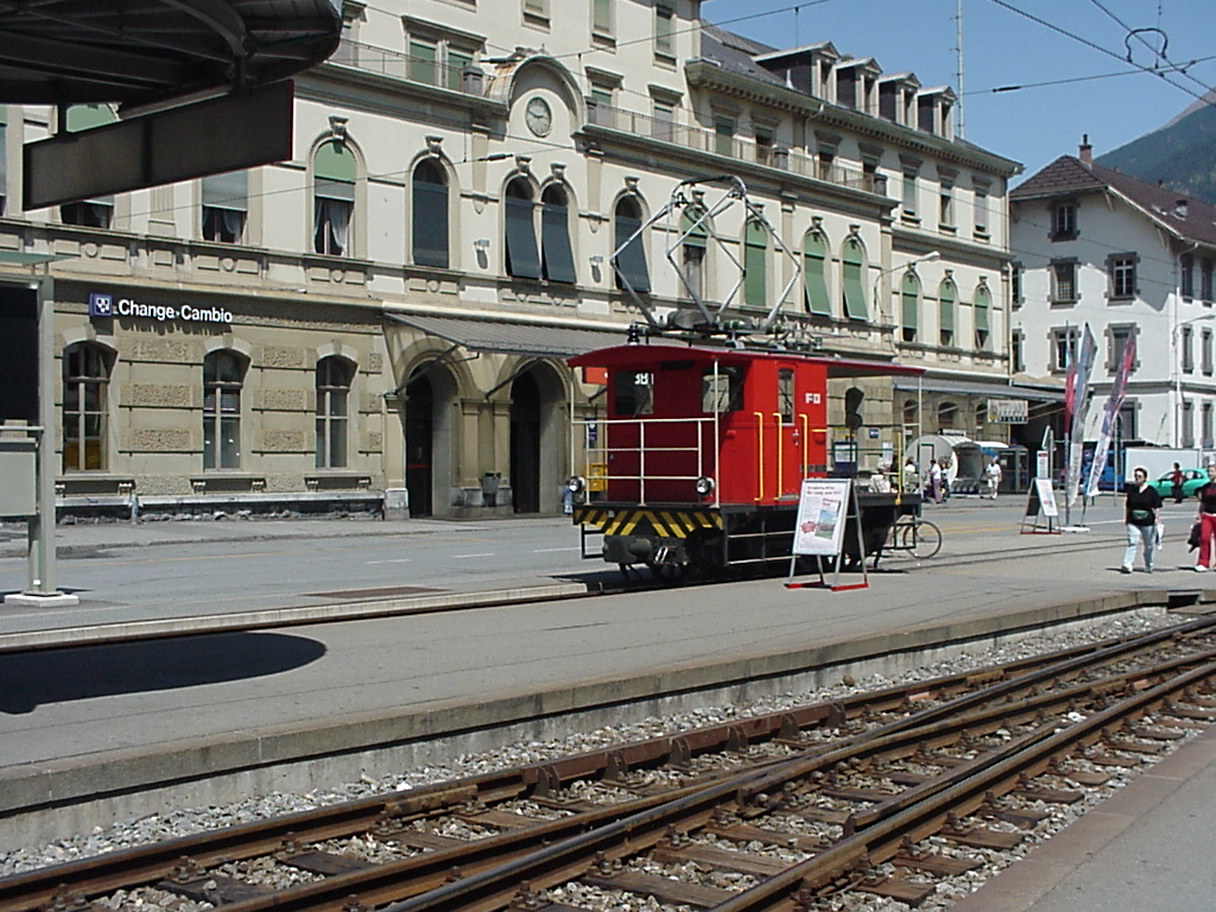
現マッターホルン・ゴッタルド鉄道のブリーク駅と入換に使用されるTe2/2形、2003年

レーティッシュ鉄道Te2/2 71-73形電気機関車（レーティッシュてつどうTe2/2 71-73がたでんきかんしゃ）およびマッターホルン・ゴッタルド鉄道Te2/2形電気機関車（まったーほるん・ごったるどてつどうTe2/2がたでんきかんしゃ）は、スイスのレーティッシュ鉄道（Rhätischen Bahn (RhB)）およびマッターホルン・ゴッタルド鉄道（Matterhorn-Gotthard-Bahn (MGB)）で使用される入換用電気機関車である。

## 概要
1940年代のレーティッシュ鉄道では入換機についても電気機関車化を計画し、ラントクアルトやクールなどの大きな駅ではGe2/4形を入換用に改造して使用することとなったが、一回り小型の入換機に関しては新製することとなり、スイス連邦鉄道（スイス国鉄）が1941年に1000mm軌間のブリューニック線用に2両を導入したTeI形の同形機を3両購入し、Te2/2 71-73形として1946年から使用している。また、同時期に現在ではマッターホルン・ゴッタルド鉄道となっている旧フルカ・オーバーアルプ鉄道においても終着駅でありブリーク・フィスプ・ツェルマット鉄道と接続するブリーク駅構内の入換用に小型の電気機関車を必要としていたため、レーティッシュ鉄道の機体と同形のものを1両購入してTe2/2形として同じく1946年から1両を使用している。本機は、車体、機械部分、台車の製造はスイス国鉄機と同じくSLM、電機部分、主電動機の製造はスイス国鉄機ではMFOであったが本機ではSAASに変更となっており、タップ切換制御により最大牽引力28kNを発揮する小形機で、価格はレーティッシュ鉄道機で1両102,950スイス・フランである。なお、それぞれの機番とSLM製番、使用開始年月日は以下のとおりである。また、マッターホルン・ゴッタルド鉄道機は1959年に1041から4926号機に改番している。
レーティッシュ鉄道Te2/2 71-73形
- 71 - 3924 - 1946年8月5日
- 72 - 3925 - 1946年8月5日
- 73 - 3926 - 1946年9月18日

マッターホルン・ゴッタルド鉄道Te2/2形
- 1041→4926 - 3934 - 1946年9月20日

## 仕様

### 車体
- 形態および構造はベースとなったスイス国鉄のTeI形をほぼ踏襲している。
- 車体は台枠上後位側に運転室を載せ、残りをデッキとし、その上に車体全長に渡り屋根を設けた形態である。
- 屋根上には運転室上部分に大形のパンタグラフを1基を、デッキ上部分に接地装置を搭載している。
- 運転室は長さ約1800mmで切妻のシンプルなもので、両側面に乗務員室扉が、正面にはほぼ正方形の窓が2箇所設置され、運転室内の前位側に設置されたタップ切換器をハンドルで直接操作することで運転操作を行う。
- 機体両端のデッキ端部には手すりが設けられ、デッキ端部フェンスの下部左右2箇所と上部中央に1箇所の前照灯が設置され、レーティッシュ鉄道の機体はデッキ端部が板状のフェンスであるがマッターホルン・ゴッタルド鉄道機ではパイプのみの構成となっている。
- 連結器はねじ式連結器で緩衝器（バッファ）が中央、フック・リングがその左右にあるタイプで、レーティッシュ鉄道機のみ、その下部にスノープラウを兼ねた排障器を設置している。
- 塗装
  - レーティッシュ鉄道機は登場時は車体塗装は緑色で、屋根および屋根上機器がライトグレー、デッキや床下周りが黒であったが、1961-62年に車体が赤茶色、手すり類が黄色、床下周りとデッキ正面のフェンスがダークグレーとなった。機番と社名のレタリングは白で運転室側面に配置されている。
  - 1985年には車体とデッキ正面のフェンスがオレンジ色で運転室側面にレーティッシュ鉄道のロゴが入り、屋根端部にも機番が追加され、屋根上機器と屋根が銀色となり、さらに台枠端部には黄色と黒の警戒塗装がなされている。
  - マッターホルン・ゴッタルド鉄道機はフルカ・オーバーアルプ鉄道時代末期には車体は赤、屋根および屋根上機器が銀、デッキや床下周りがダークグレー、台枠端部が黄色と黒の警戒塗装で運転室側面に機番と社名のレタリングが白で入るものであったが、マッターホルン・ゴッタルド鉄道になってからは運転室側面に同鉄道のマークが入るようになった。

### 走行機器
- 制御方式はタップ切換制御で、運転室内に設置されたタップ切換器を直接手動で操作することで運転操作を行い、主変圧器は自然冷却のものを台枠内動輪間の中央に設置している。
- 主電動機は1時間定格出力96kWのSAAS製Typ M6-406交流整流子電動機を1台搭載し、1時間定格牽引力15kN、最大牽引力28kNの性能を発揮する。
- 台枠は板台枠で動輪2軸は軸距2600mmであるが、車体中心から前位寄りに65mmオフセットされており、動輪は直径1070mmのスポーク車輪、枕バネは重ね板バネである。
- 主電動機は前位側の動輪の内側吊り掛け式に装荷され、後位側の動輪にはサイドロッドで動力が伝達される。また、主電動機は後位側の動輪の後位側に設けられた送風機からダクトで送られた冷却気により強制冷却される。
- ブレーキ装置は手ブレーキを装備するほか、レーティッシュ鉄道機は真空ブレーキ装置を追加装備している。

### 改造
- レーティッシュ鉄道の73号機は1969年に客車用の暖房引通しを追加している。
- レーティッシュ鉄道機は1985-87年にラントクアルト工場で更新工事を実施している。

### 主要諸元
- 軌間：1000mm
- 電気方式：AC11kV 16.7Hz 架空線式
- 最大寸法：全長6050mm、全幅2600mm、全高3960mm（パンタグラフ折畳時）、屋根高3200mm
- 動輪径：1070mm
- 軸距：2600mm
- 自重：13.0t（機械部品8.8t、電気部品4.2t）
- 走行装置
  - 主制御装置：タップ切換制御式
  - 主電動機：Typ M6-406交流整流子電動機×1台（1時間定格出力：96kW（於23km/h）
  - 減速比：7.25
- 牽引力：15kN（1時間定格、於23km/h）、28kN（最大）
- 最高速度：30km/h（自走）、65km/h（被牽引、レーティッシュ鉄道機）、45km/h（被牽引、マッターホルン・ゴッタルド鉄道機）
- ブレーキ装置：手ブレーキ、真空ブレーキ（レーティッシュ鉄道機のみ）

## 運行
- レーティッシュ鉄道では駅構内の入換用に使用されていたほか、区間小列車の牽引にも使用されていたことがある。
- 製造以降71号機がテュシス、72号機がイランツ、73号機がダヴォス・プラッツの各駅で使用されていたが、1994年には71号機がフィリズール、72号機がテュシス、73号機がグルスチで使用されるようになっている。
- マッターホルン・ゴッタルド鉄道機は製造後専らブリーク駅構内の入換用[8]に使用されている。

## 廃車
- レーティッシュ鉄道機はTmf2/2 85-90形やTm2/2 111-120形などの新しいディーゼル入換機の増備に伴い 2006年から以下の通り廃車となっている。
  - 71 - 2007年5月8日
  - 72 - 2008年9月25日
  - 73 - 2006年6月20日

## 同形機
- 本機のベースとなったスイス国鉄のTeI形の198、199号機は形態、機構は本機と同一であるが、本機より全長が若干短く、電気機器がMFO製である、ギヤ比が5.308と小さく最高速度が60km/hと高いなどの差異がある。